# Russellville (Kentucky)
Russellville és una població dels Estats Units a l'estat de Kentucky. Segons el cens del 2000 tenia 7.149 habitants.

## Demografia
Segons el cens del 2000, Russellville tenia 7.149 habitants, 3.064 habitatges, i 1.973 famílies. La densitat de població era de 259,4 habitants/km².
Dels 3.064 habitatges en un 27,4% hi vivien nens de menys de 18 anys, en un 43,4% hi vivien parelles casades, en un 17,4% dones solteres, i en un 35,6% no eren unitats familiars. En el 32,6% dels habitatges hi vivien persones soles el 15,8% de les quals corresponia a persones de 65 anys o més que vivien soles. El nombre mitjà de persones vivint en cada habitatge era de 2,26 i el nombre mitjà de persones que vivien en cada família era de 2,84.
Per edats la població es repartia de la següent manera: un 23,7% tenia menys de 18 anys, un 9% entre 18 i 24, un 25,1% entre 25 i 44, un 24,3% de 45 a 60 i un 18% 65 anys o més.
L'edat mediana era de 39 anys. Per cada 100 dones de 18 o més anys hi havia 79,9 homes.
La renda mediana per habitatge era de 25.647$ i la renda mediana per família de 31.448$. Els homes tenien una renda mediana de 27.529$ mentre que les dones 20.032$. La renda per capita de la població era de 15.654$. Entorn del 17,1% de les famílies i el 23% de la població estaven per davall del llindar de pobresa.

## Poblacions més properes
El següent diagrama mostra les poblacions més properes.